# Cimetière national de fort McPherson
Le cimetière national de fort McPherson est un cimetière national des États-Unis, situé à 4 milles (6,4 km) au sud du village de Maxwell dans le comté de Lincoln, dans le Nebraska. Administré par le département des affaires des anciens combattants, il s'étend sur 20 acres (8,1 ha), et en 2014, il contenait plus de 10 000 inhumations.

## Histoire
Le fort McPherson est créé en 1863 comme un avant-poste pour protéger les voyageurs le long des pistes de l'Oregon et  de la Californie, et pour maintenir la paix avec les indigènes américains. Il est nommé en l'honneur du major général James B. McPherson, qui a été tué au combat lors de la bataille d'Atlanta. Un cimetière est créé avec le fort. En 1873, 20 acres (8,1 ha) sont mis de côté pour devenir un cimetière national, et les corps inhumés dans le cimetière d'origine du poste sont déplacés.
Vingt-trois cimetières ont été déplacés à partir des fort frontaliers abandonnés vers le fort McPherson ; le dernier de ceux-ci à avoir été déplacé est le fort Robinson lorsqu'il a fermé en 1947.

## Monuments
- Un monument en marbre est érigé à la mémoire des personnes tuées lors du massacre de Grattan.

## Inhumations notables
- Soldat de première classe de James W. Fous, récipiendaire de la médaille d'honneur pour son action lors de la guerre du Viêt Nam.
- Sergent George Jordan, récipiendaire de la médaille d'honneur pour son action dans le territoire du Nouveau-Mexique pendant les guerres indiennes.
- Soldat Daniel Miller, récipiendaire de la médaille d'honneur pour son action dans le territoire de l'Arizona pendant les guerres indiennes.
- California Joe Milner, mineur et éclaireur frontalier.
- Sergent Emanuel Stance, récipiendaire de la médaille d'honneur pour son action au Texas pendant les guerres indiennes.
- 63 Buffalo soldiers